# سیلیلی
سیلیلی شخصیتی الهی است که در لوح ششم حماسه گیلگمش ذکر شده است. گیلگمش به جاذبه‌های ناخواسته الهه ایشتار اعتراض می‌کند و عاشقان پیشین ایشتار و مصیبت‌هایی را که برایشان پیش آمده بر می‌شمرد. او ادعا می‌کند که ایشتار زمانی عاشق اسب بوده است، اما در نهایت مصیبت‌های زیادی برای او رقم زده‌ است، از جمله ناله‌های مداوم "مادرش، سیلیلی". از آنجا که سیلیلی فقط به صورت گذرا ذکر شده است، نمی‌توان در مورد شخصیت او گفت، به جز اینکه او یک شخصیت الهی زن است که نزدیک به اسب است.
سالیلی در لوح ششم خط ۵۷ به عنوان «مادرش، الهه سیلیلی («AMA-šú d Si-li-li») نامیده شده است.